# Liste des gares de l'Aveyron

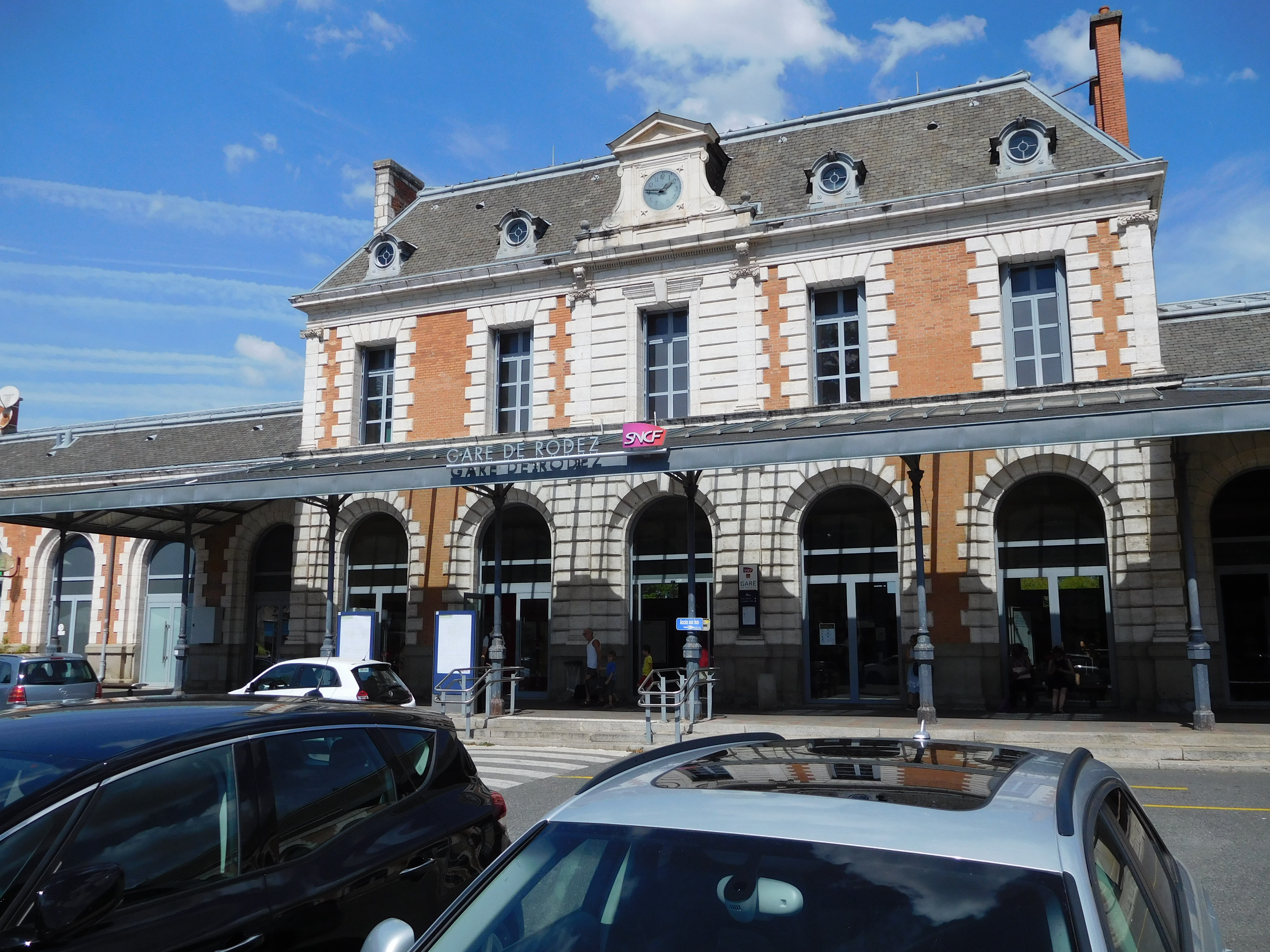
La gare de Rodez

La liste des gares de l'Aveyron, est une liste des gares ferroviaires, haltes ou arrêts, situées dans le département du Aveyron, en région Occitanie.
Liste actuellement non exhaustive.

## Gares ferroviaires des lignes du réseau national

### Gares ouvertes au trafic voyageurs
- Gare d'Aguessac
- Gare d'Aubin
- Gare de Baraqueville - Carcenac-Peyralès
- Gare de Campagnac - Saint-Geniez
- Gare de Capdenac
- Gare de Cransac
- Gare de Luc-Primaube
- Gare de Millau
- Gare de Montpaon
- Gare de Najac
- Gare de Naucelle
- Gare de Rodez
- Gare de Saint-Christophe
- Gare de Saint-Georges-de-Luzençon
- Gare de Saint-Laurent-d'Olt
- Gare de Saint-Rome-de-Cernon
- Gare de Salles-Courbatiès
- Gare de Sévérac-le-Château
- Gare de Tournemire - Roquefort
- Gare de Villefranche-de-Rouergue
- Gare de Viviez - Decazeville

### Gares fermées au trafic voyageurs: situées sur une ligne en service
- Gare de Marcillac
- Gare de Monteils
- Gare de Naussac
- Gare de Nuces
- Gare de Villeneuve-d'Aveyron

### Gares fermées au trafic voyageurs: situées sur une ligne fermée
- Gare de Decazeville
- Gare d'Espalion
- Gare de Laissac

## Les lignes ferroviaires

### En service
- Béziers à Neussargues
- Brive-la-Gaillarde à Toulouse-Matabiau via Capdenac
- Capdenac à Rodez
- Cahors à Capdenac
- Castelnaudary à Rodez
- Sévérac-le-Château - Rodez (fermée temporairement)

### Désaffectée
- Ligne de Viviez à Decazeville